# Csehország az 1998. évi téli olimpiai játékokon
Csehország a japán Naganóban megrendezett 1998. évi téli olimpiai játékok egyik részt vevő nemzete volt. Az országot az olimpián 9 sportágban 61 sportoló képviselte, akik összesen 3 érmet szereztek.

## Érmesek
| Érem  | Versenyző | Sportág   | Versenyszám             |
| ----- | --- | --------- | ----------------------- |
| Arany | Nemzeti válogatott Josef Beránek Jan Čaloun Roman Čechmánek Jiří Dopita Roman Hamrlík Milan Hnilička Dominik Hašek Milan Hejduk Jaromír Jágr František Kučera Robert Lang David Moravec Pavel Patera Libor Procházka Martin Procházka Robert Reichel Martin Ručínský Vladimír Růžička Jiří Šlégr Richard Šmehlík Jaroslav Špaček Martin Straka Petr Svoboda | Jégkorong | Férfi                   |
| Ezüst | Kateřina Neumannová | Sífutás   | Női 5 km                |
| Bronz | Kateřina Neumannová | Sífutás   | Női 10 km üldözőverseny |

## Alpesisí
Férfi
| Versenyző   | Versenyszám      | 1. futam | 1. futam | 2. futam      | 2. futam      | Összesítés | Összesítés |
| Versenyző   | Versenyszám      | Idő      | Hely.    | Idő           | Hely.         | Idő        | Helyezés   |
| ----------- | ---------------- | -------- | -------- | ------------- | ------------- | ---------- | ---------- |
| Marcel Maxa | Műlesiklás       | 57,81    | 25.      | nem ért célba | nem ért célba | kiesett    | kiesett    |
| Marcel Maxa | Óriás-műlesiklás | 1:25,88  | 36.      | 1:23,63       | 32.           | 2:49,51    | 29.*       |

| Versenyző   | Versenyszám | Műlesiklás | Műlesiklás | Műlesiklás | Műlesiklás | Műlesiklás | Műlesiklás | Lesiklás | Lesiklás | Összesítés | Összesítés |
| Versenyző   | Versenyszám | 1. futam   | 1. futam   | 2. futam   | 2. futam   | Össz.      | Össz.      | Lesiklás | Lesiklás | Összesítés | Összesítés |
| Versenyző   | Versenyszám | Idő        | Hely.      | Idő        | Hely.      | Idő        | Hely.      | Idő      | Hely.    | Idő        | Helyezés   |
| ----------- | ----------- | ---------- | ---------- | ---------- | ---------- | ---------- | ---------- | -------- | -------- | ---------- | ---------- |
| Marcel Maxa | Összetett   | 49,73      | 8.         | 46,44      | 10.        | 1:36,17    | 9.         | kizárták | kizárták | kiesett    | kiesett    |

Női
| Versenyző      | Versenyszám            | 1. futam      | 1. futam      | 2. futam | 2. futam | Összesítés | Összesítés |
| Versenyző      | Versenyszám            | Idő           | Hely.         | Idő      | Hely.    | Idő        | Helyezés   |
| -------------- | ---------------------- | ------------- | ------------- | -------- | -------- | ---------- | ---------- |
| Lucie Hrstková | Lesiklás               |               |               |          |          | 1:33,00    | 31.        |
| Lucie Hrstková | Műlesiklás             | nem ért célba | nem ért célba | kiesett  | kiesett  | kiesett    | kiesett    |
| Lucie Hrstková | Óriás-műlesiklás       | nem ért célba | nem ért célba | kiesett  | kiesett  | kiesett    | kiesett    |
| Lucie Hrstková | Szuperóriás-műlesiklás |               |               |          |          | 1:21,74    | 35.        |

| Versenyző      | Versenyszám | Lesiklás | Lesiklás | Műlesiklás | Műlesiklás | Műlesiklás | Műlesiklás | Műlesiklás | Műlesiklás | Összesítés | Összesítés |
| Versenyző      | Versenyszám | Lesiklás | Lesiklás | 1. futam   | 1. futam   | 2. futam   | 2. futam   | Össz.      | Össz.      | Összesítés | Összesítés |
| Versenyző      | Versenyszám | Idő      | Hely.    | Idő        | Hely.      | Idő        | Hely.      | Idő        | Hely.      | Idő        | Helyezés   |
| -------------- | ----------- | -------- | -------- | ---------- | ---------- | ---------- | ---------- | ---------- | ---------- | ---------- | ---------- |
| Lucie Hrstková | Összetett   | 1:33,29  | 20.      | 39,30      | 16.        | 37,37      | 14.        | 1:16,67    | 15.        | 2:49,96    | 15.        |

* - egy másik versenyzővel azonos eredményt ért el

## Biatlon
Férfi
| Versenyző                                           | Versenyszám      | Lövőhiba    | Időeredmény | Helyezés |
| --------------------------------------------------- | ---------------- | ----------- | ----------- | -------- |
| Petr Garabík                                        | 10 km sprint     | 3 (1+2)     | 30:51,3     | 53.      |
| Petr Garabík                                        | 20 km egyéni     | 6 (2+2+0+2) | 1:04:28,8   | 56.      |
| Jiří Holubec                                        | 20 km egyéni     | 2 (1+1+0+0) | 1:01:08,8   | 34.      |
| Ivan Masařík                                        | 10 km sprint     | 2 (1+1)     | 28:58,6     | 15.      |
| Ivan Masařík                                        | 20 km egyéni     | 1 (0+0+0+1) | 57:30,7     | 4.       |
| Zdeněk Vítek                                        | 10 km sprint     | 2 (1+1)     | 30:46,5     | 51.      |
| Petr Garabík Zdeněk Vítek Jiří Holubec Ivan Masařík | 4 × 7,5 km váltó | 0+7         | 1:26:35,5   | 14.      |

Női
| Versenyző                                                                                 | Versenyszám      | Lövőhiba    | Időeredmény | Helyezés |
| ----------------------------------------------------------------------------------------- | ---------------- | ----------- | ----------- | -------- |
| Jiřína Adamičková-Pelcová                                                                 | 7,5 km sprint    | 1 (0+1)     | 25:14,5     | 35.      |
| Jiřína Adamičková-Pelcová                                                                 | 15 km egyéni     | 3 (1+1+0+1) | 1:01:26,3   | 38.      |
| Eva Háková                                                                                | 7,5 km sprint    | 1 (1+0)     | 24:58,6     | 26.      |
| Eva Háková                                                                                | 15 km egyéni     | 6 (2+2+1+1) | 1:03:25,4   | 53.      |
| Kateřina Losmanová-Holubcová                                                              | 7,5 km sprint    | 3 (1+2)     | 26:51,7     | 57.      |
| Kateřina Losmanová-Holubcová                                                              | 15 km egyéni     | 1 (1+0+0+0) | 1:01:48,9   | 44.      |
| Irena Novotná-Česneková                                                                   | 7,5 km sprint    | 3 (1+2)     | 25:30,4     | 40.      |
| Irena Novotná-Česneková                                                                   | 15 km egyéni     | 3 (1+0+1+1) | 1:00:09,0   | 30.      |
| Kateřina Losmanová-Holubcová Irena Novotná-Česneková Jiřína Adamičková-Pelcová Eva Háková | 4 × 7,5 km váltó | 0+10        | 1:43:20,5   | 6.       |

## Bob
| Versenyző                                            | Versenyszám | 1. futam | 1. futam | 2. futam | 2. futam | 3. futam   | 3. futam   | 4. futam | 4. futam | Összesítés | Összesítés |
| Versenyző                                            | Versenyszám | Idő      | Hely.    | Idő      | Hely.    | Idő        | Hely.      | Idő      | Hely.    | Idő        | Helyezés   |
| ---------------------------------------------------- | ----------- | -------- | -------- | -------- | -------- | ---------- | ---------- | -------- | -------- | ---------- | ---------- |
| Jiří Dzmura Pavel Polomský                           | Kettes      | 55,30    | 16.      | 55,11    | 17.      | nem indult | nem indult | kiesett  | kiesett  | kiesett    | kiesett    |
| Pavel Puškár Jan Kobián                              | Kettes      | 54,99    | 12.      | 54,60    | 5.       | 54,46      | 8.*        | 54,54    | 7.*      | 3:38,59    | 8.         |
| Pavel Puškár Peter Kondrát Pavel Polomský Jan Kobián | Négyes      | 53,61    | 12.      | 53,80    | 16.      | 53,88      | 11.        |          |          | 2:41,29    | 13.        |

* - egy másik csapattal azonos eredményt ért el

## Északi összetett
| Versenyző                                            | Versenyszám | Síugrás | Síugrás | Síugrás    | Sífutás | Sífutás | Összesítés | Összesítés |
| Versenyző                                            | Versenyszám | Pont    | Hely.   | Időhátrány | Idő     | Hely.   | Idő        | Helyezés   |
| ---------------------------------------------------- | ----------- | ------- | ------- | ---------- | ------- | ------- | ---------- | ---------- |
| Milan Kučera                                         | Egyéni      | 228,0   | 8.      | +1:18      | 41:27,8 | 17.     | 42:45,8    | 5.         |
| Jan Matura                                           | Egyéni      | 218,0   | 12.     | +2:18      | 45:17,0 | 44.     | 47:35,0    | 35.        |
| Ladislav Rygl                                        | Egyéni      | 204,5   | 23.     | +3:39      | 40:41,8 | 6.      | 44:20,8    | 14.        |
| Petr Šmejc                                           | Egyéni      | 195,0   | 34.**   | +4:36      | 44:01,4 | 39.     | 48:37,4    | 40.        |
| Marek Fiurášek Milan Kučera Jan Matura Ladislav Rygl | Csapat      | 900,5   | 4.      | +0:09      | 56:55,7 | 10.     | 57:04,7    | 8.         |

** - két másik versenyzővel azonos eredményt ért el

## Jégkorong

### Férfi
| 3  | Milan Hnilička   | K |
| 29 | Roman Čechmánek  | K |
| 39 | Dominik Hašek    | K |
| 4  | František Kučera | V |
| 5  | Libor Procházka  | V |
| 6  | Jaroslav Špaček  | V |
| 23 | Petr Svoboda     | V |
| 32 | Richard Šmehlík  | V |
| 44 | Roman Hamrlík    | V |
| 71 | Jiří Šlégr       | V |
| 10 | Pavel Patera     | T |
| 13 | Robert Lang      | T |
| 16 | Jan Čaloun       | T |
| 20 | Martin Procházka | T |
| 21 | Robert Reichel   | T |
| 22 | David Moravec    | T |
| 24 | Milan Hejduk     | T |
| 26 | Martin Ručínský  | T |
| 28 | Martin Straka    | T |
| 30 | Jiří Dopita      | T |
| 42 | Josef Beránek    | T |
| 68 | Jaromír Jágr     | T |
| 97 | Vladimír Růžička | T |

- Posztok rövidítései: K – Kapus, V – Védő, T – Támadó

#### Eredmények
Csoportkör
D csoport
| Csapat      | M | Gy | D | V | G+ | G– | Gk  | P |
| ----------- | - | -- | - | - | -- | -- | --- | - |
| Oroszország | 3 | 3  | 0 | 0 | 15 | 6  | +9  | 6 |
| Csehország  | 3 | 2  | 0 | 1 | 12 | 4  | +8  | 4 |
| Finnország  | 3 | 1  | 0 | 2 | 11 | 9  | +2  | 2 |
| Kazahsztán  | 3 | 0  | 0 | 3 | 6  | 25 | –19 | 0 |

| 1998. február 13. | Csehország (CZE) | 3 – 0 (0–0, 0–1, 0–2) | Finnország | The Big Hat/ Aqua Wing Arena, Nagano Nézőszám: 5050 |

|  |  |  |  |  |
|  |  |  |  |  |
|  |  |  |  |  |
|  |  |  |  |  |

| 1998. február 15. | Csehország (CZE) | 8 – 2 (0–1, 2–3, 0–4) | Kazahsztán | The Big Hat/ Aqua Wing Arena, Nagano Nézőszám: 9975 |

|  |  |  |  |  |
|  |  |  |  |  |
|  |  |  |  |  |
|  |  |  |  |  |

| 1998. február 16. | Oroszország (RUS) | 2 – 1 (0–0, 0–1, 2–0) | Csehország | The Big Hat/ Aqua Wing Arena, Nagano Nézőszám: 9847 |

|  |  |  |  |  |
|  |  |  |  |  |
|  |  |  |  |  |
|  |  |  |  |  |

Negyeddöntő
| 1998. február 18. | Csehország (CZE) | 4 – 1 (1–0, 0–3, 0–1) | Egyesült Államok | The Big Hat/ Aqua Wing Arena, Nagano Nézőszám: 9822 |

|  |  |  |  |  |
|  |  |  |  |  |
|  |  |  |  |  |
|  |  |  |  |  |

Elődöntő
| 1998. február 20. | Kanada (CAN) | 1 – 2 (sz.) (0–0, 0–0, 1–1, 0–0, 0–1) | Csehország | The Big Hat/ Aqua Wing Arena, Nagano Nézőszám: 9279 |

|  |  |  |  |  |
|  |  |  |  |  |
|  |  |  |  |  |
|  |  |  |  |  |

Döntő
| 1998. február 22. | Csehország (CZE) | 1 – 0 (0–0, 0–0, 1–0) | Oroszország | The Big Hat/ Aqua Wing Arena, Nagano Nézőszám: 9985 |

|  |  |  |  |  |
|  |  |  |  |  |
|  |  |  |  |  |
|  |  |  |  |  |

| Csapat     | Helyezés |
| ---------- | -------- |
| Csehország |          |

## Műkorcsolya
| Versenyző                       | Versenyszám | Rövid program     | Rövid program | Rövid program | Kűr               | Kűr   | Kűr         | Összesítés         | Összesítés |
| Versenyző                       | Versenyszám | Több. hely. száma | Hely.         | Hely. pont.   | Több. hely. száma | Hely. | Hely. pont. | Helyezési pontszám | Helyezés   |
| ------------------------------- | ----------- | ----------------- | ------------- | ------------- | ----------------- | ----- | ----------- | ------------------ | ---------- |
| Lenka Kulovaná                  | Női egyéni  | 6×16+             | 16.           | 8,0           | 7×19+             | 18.   | 18,0        | 26,0               | 18.        |
| Kateřina Beránková Otto Dlabola | Páros       | 5×14+             | 14.           | 7,0           | 8×15+             | 15.   | 15,0        | 22,0               | 15.        |

| Versenyző                       | Versenyszám | Kötelező tánc 1   | Kötelező tánc 1 | Kötelező tánc 1 | Kötelező tánc 2   | Kötelező tánc 2 | Kötelező tánc 2 | Eredeti (original) tánc | Eredeti (original) tánc | Eredeti (original) tánc | Kűr               | Kűr   | Kűr         | Összesítés         | Összesítés |
| Versenyző                       | Versenyszám | Több. hely. száma | Hely.           | Hely. pont.     | Több. hely. száma | Hely.           | Hely. pont.     | Több. hely. száma       | Hely.                   | Hely. pont.             | Több. hely. száma | Hely. | Hely. pont. | Helyezési pontszám | Helyezés   |
| ------------------------------- | ----------- | ----------------- | --------------- | --------------- | ----------------- | --------------- | --------------- | ----------------------- | ----------------------- | ----------------------- | ----------------- | ----- | ----------- | ------------------ | ---------- |
| Kateřina Mrázová Martin Šimeček | Jégtánc     | 9×13+             | 13.             | 2,6             | 8×13+             | 13.             | 2,6             | 6×13+                   | 13.                     | 7,8                     | 7×13+             | 13.   | 13,0        | 26,0               | 13.        |

## Síakrobatika
Ugrás
| Versenyző    | Versenyszám | Selejtező | Selejtező | Döntő  | Döntő    |
| Versenyző    | Versenyszám | Pont      | Helyezés  | Pont   | Helyezés |
| ------------ | ----------- | --------- | --------- | ------ | -------- |
| Aleš Valenta | Férfi       | 205,50    | 11.       | 232,25 | 4.       |

## Sífutás
Férfi
| Versenyző                                       | Versenyszám         | Eredmény      | Helyezés      |
| ----------------------------------------------- | ------------------- | ------------- | ------------- |
| Lukáš Bauer                                     | 10 km               | 30:11,1       | 45.           |
| Lukáš Bauer                                     | 15 km üldözőverseny | 44:16,3       | 32.           |
| Lukáš Bauer                                     | 30 km               | 1:42:08,8     | 33.           |
| Lubomír Buchta                                  | 10 km               | 30:38,4       | 52.           |
| Lubomír Buchta                                  | 15 km üldözőverseny | 45:36,6       | 50.           |
| Lubomír Buchta                                  | 30 km               | nem ért célba | nem ért célba |
| Lubomír Buchta                                  | 50 km               | 2:11:34,8     | 13.           |
| Martin Koukal                                   | 10 km               | 29:41,8       | 35.           |
| Martin Koukal                                   | 15 km üldözőverseny | 44:41,8       | 37.           |
| Petr Michl                                      | 10 km               | 29:28,5       | 32.           |
| Petr Michl                                      | 15 km üldözőverseny | 42:47,5       | 23.           |
| Petr Michl                                      | 50 km               | 2:13:08,3     | 17.           |
| Jiří Magál                                      | 30 km               | 1:40:29,6     | 22.           |
| Jiří Magál                                      | 50 km               | 2:21:30,5     | 47.           |
| Lukáš Bauer Martin Koukal Petr Michl Jiří Magál | 4 × 10 km váltó     | 1:45:35,4     | 15.           |

Női
| Versenyző                                                          | Versenyszám         | Eredmény  | Helyezés |
| ------------------------------------------------------------------ | ------------------- | --------- | -------- |
| Kateřina Hanušová                                                  | 5 km                | 18:49,1   | 22.      |
| Kateřina Hanušová                                                  | 10 km üldözőverseny | 30:58,8   | 24.      |
| Kateřina Hanušová                                                  | 30 km               | 1:29:59,9 | 23.      |
| Zuzana Kocumová                                                    | 5 km                | 19:58,3   | 59.      |
| Zuzana Kocumová                                                    | 10 km üldözőverseny | 32:34,9   | 41.      |
| Zuzana Kocumová                                                    | 30 km               | 1:32:52,1 | 35.      |
| Kateřina Neumannová                                                | 5 km                | 17:42,7   |          |
| Kateřina Neumannová                                                | 10 km üldözőverseny | 28:37,2   |          |
| Kateřina Neumannová                                                | 15 km               | 49:01,9   | 9.       |
| Jana Šaldová                                                       | 5 km                | 19:00,4   | 28.      |
| Jana Šaldová                                                       | 15 km               | 51:33,8   | 29.      |
| Iveta Zelingerová-Fortová                                          | 15 km               | 52:26,3   | 44.      |
| Jana Šaldová Kateřina Neumannová Kateřina Hanušová Zuzana Kocumová | 4 × 5 km váltó      | 56:58,7   | 6.       |

## Síugrás
| Versenyző                                                   | Versenyszám | 1. ugrás | 1. ugrás | 2. ugrás | 2. ugrás | Összesítés | Összesítés |
| Versenyző                                                   | Versenyszám | Pont     | Hely.    | Pont     | Hely.    | Pont       | Helyezés   |
| ----------------------------------------------------------- | ----------- | -------- | -------- | -------- | -------- | ---------- | ---------- |
| Michal Doležal                                              | Normálsánc  | 98,5     | 20.      | 112,5    | 6.       | 211,0      | 11.*       |
| Michal Doležal                                              | Nagysánc    | 107,8    | 18.      | 135,4    | 5.       | 243,2      | 8.         |
| František Jež                                               | Normálsánc  | 103,0    | 13.*     | 89,5     | 29.      | 192,5      | 24.        |
| František Jež                                               | Nagysánc    | 104,3    | 25.      | 104,4    | 25.      | 208,7      | 24.        |
| Jaroslav Sakala                                             | Normálsánc  | 89,0     | 28.      | 96,0     | 24.***   | 185,0      | 26.        |
| Jaroslav Sakala                                             | Nagysánc    | 61,2     | 56.      | kiesett  | kiesett  | kiesett    | kiesett    |
| Jakub Sucháček                                              | Normálsánc  | 87,5     | 29.      | 96,0     | 24.***   | 183,5      | 28.        |
| Jakub Sucháček                                              | Nagysánc    | 111,0    | 13.      | 118,3    | 15.      | 229,3      | 15.        |
| Jakub Sucháček František Jež Michal Doležal Jaroslav Sakala | Csapat      | 300,2    | 8.       | 410,1    | 6.       | 710,3      | 7.         |

* - egy másik versenyzővel azonos eredményt ért el

*** - három másik versenyzővel azonos eredményt ért el